# Enchantimals

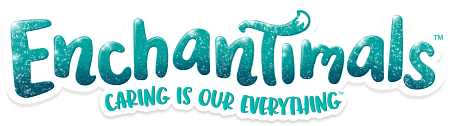
Logo des Medienfranchise (2017)

Enchantimals ist ein Franchise der Firma Mattel, das im Jahr 2017 veröffentlicht wurde. Der konzeptionelle Hintergrund ist die freundschaftliche Verbindung zwischen Kindern und Tieren.
Die Enchantimals sind hybride Wesen aus Mensch und Tier. Jede Figur hat einen tierischen Begleiter an ihrer Seite, der bestimmte Eigenschaften und Interessen mit ihr teilt.

## Hintergrund
Das neue Franchise der Firma Mattel wurde am 18. Juli 2017 offiziell angekündigt. Zu Beginn umfasste die Produktlinie 14 kleine Puppen und drei Spielsets. Mit einer Reihe von Kurzfilmen auf dem eigenen YouTube-Kanal und einem 60-Minütigen TV-Special wollte Mattel die Charaktere und ihre Geschichten zum Leben erwecken. Im Herbst 2017 folgten weitere Produkte wie Plüschtiere, Kostüme (Ohren und Schwanz) und Gesichtstattoos des Lizenzpartners Just Play.
Auf Grund der positiven Resonanz zur ersten Produktlinie war schon bald die Ausweitung der Marke auf Bekleidung, Accessoires und Verlagswesen geplant.

## Rahmenhandlung
Die Enchantimals sind durch eine besondere, unzertrennliche Freundschaft mit ihren tierischen Begleitern verbunden. Sie zeigen Mitgefühl und nutzen ihre Fähigkeiten, um das Gleichgewicht der Natur, Frieden und Harmonie aufrechtzuerhalten.

## Charaktere

### Kerncharaktere
(Quelle: )
- Felicity Fox und Flick: Felicity ist schnell, klug und sehr neugierig. Mit ihrem Begleiter Flick geht sie am liebsten auf Entdeckungsreise zu neuen, noch unbekannten Orten.
- Danessa Deer und Sprint: Danessa ist schüchtern, doch ihre Taten sprechen für sie. Ihre Lieblingsbeschäftigung sind die Wettrennen mit Sprint. Dabei durchqueren sie den Wald, um den schnellsten Läufer zu küren.
- Sage Skunk und Caper: Der Verstand des Mädchens ist ebenso schnell wie ihre Füße und sie kennt für jedes Problem eine Lösung. Neben der Musik verbindet Sage und Caper die Freude an raffinierten Streichen.
- Bree Bunny und Twist: Bree Bunny und ihr tierischer Begleiter teilen eine Leidenschaft für kreative Projekte. Die zwei Freunde stecken voller Ideen und haben viel Spaß bei allem, was sie gemeinsam unternehmen.
- Patter Peacock und Flap: Patter trägt ihre Federn mit Stolz und möchte andere ermutigen, dieses Gefühl mit ihr zu teilen. Sie hat nicht die beste Gesangsstimme, doch mit ihrem tierischen Begleiter Flap ergeben ihre Lieder eine perfekte Harmonie.

## Adaption in verschiedenen Medien

### Filme
- 2017: Enchantimals – Endlich Zuhause (Enchantimals: Finding Home, Fernsehfilm)
- 2020: Enchantimals: Spring Into Harvest Hills
- 2020: Enchantimals: Secrets of Snowy Valley (Fernsehfilm)
- 2021: Royal Enchantimals – Eine königliche Rettung (Enchantimals: A Royal Rescue, Fernsehfilm)

### Serien
- 2017: Enchantimals: Meet the Enchantimals
- 2018: Enchantimals: Wonderwood Stories
- 2018: Enchantimals: Wildly Whimsical Tales
- 2018–2020: Enchantimals: Geschichten aus Immergrün (Enchantimals: Tales from Everwilde, Fernsehserie)
- 2020: Enchantimals: Harvest Hills
- seit 2021: Enchantimals: Sunny Savanna Sparkle Spectacular
- 2021–2022: Enchantimals: Royal Isle Ball
- seit 2022: Royal Enchantimals: Royals Enchantment Ceremony
- seit 2022: Enchantimals: Ocean Kingdom (Miniserie)
- seit 2022: Enchantimals: City Tails
- 2023: Enchantimals: City Tails – Main Street
- seit 2023: Enchantimals: Glam Party
- 2024: Enchantimals: Sunshine Beach (Miniserie)

### Bücher
Weltweit sind zahlreiche Geschichten der Enchantimals in Büchern veröffentlicht worden, beispielsweise durch die Hachette Childrens Group in Großbritannien oder Hachette Jeunesse in Frankreich. In Deutschland wurden zwei Bücher von der Panini Verlags GmbH publiziert – ein Freundebuch unter dem Titel Enchantimals: Meine Freunde (2018) und eine Sammlung von Geschichten unter dem Titel Enchantimals: Die schönsten Abenteuer (2019), geschrieben von Eva-Regine Rauch.

### Magazin
Am 15. Mai 2018 erschien ein gleichnamiges Kindermagazin in Deutschland, dass sich vorwiegend an Mädchen im Alter von fünf bis sieben Jahren richtete. Neben Geschichten aus der Welt der Enchantimals waren Activity-, Mal- und Rätselseiten enthalten. Dazu lag jeder Ausgabe ein Extra bei, dass passend zum Franchise gestaltet war (Beispiel: ein Fell-Tagebuch mit Pompon-Stift in Ausgabe 1). Die Vermarktung des Magazines unterlag Egmont MediaSolutions.

## Weitere Veröffentlichungen

### Sammelfiguren
Im Jahr 2019 erschien, in Kooperation mit Kinder Überraschung, eine Reihe von Sammelfiguren zum Franchise. In jedem 7. rosa Ei war eine von insgesamt neun Figuren enthalten. Des Weiteren gab es Sonderpackungen mit vier Eiern, in denen jeweils zwei der Enchantimals-Figuren garantiert wurden.